# Натуральні упирі
«Натуральні упирі» — дебютна стрічка британського актора Джейсона Флемінга, українська прем'єра якої відбулась 18 січня 2018 року.

## Сюжет
Вісім вампірів зібралися у віддаленій місцевості, щоб обрати нового члена, замість вбитого. Себастіан, який пішов на побачення, випадково потрапляє на це зібрання. Упирі пропонують приєднатися до них, але в будинок вривається спеціальний загін по боротьбі з вампірами, які мають закінчити зачистку до світанку.

## У ролях
| Актор           | Роль           |
| --------------- | -------------- |
| Чарлі Кокс      | Генрі          |
| Тоні Карран     | Пітер Боніфейс |
| Декстер Флетчер | містер Тетчер  |
| Макензі Крук    | Ларусс         |
| Біллі Кук       | Себастіан      |
| Ів Майлз        | Ванесса        |
| Фріма Аджимен   | Енжел          |
| Вінсент Ріган   | граф           |
| Рут Джонс       | місіс Тетчер   |
| Нік Моран       | рядовий Роуз   |
| Ніколас Роу     | рядовий Гері   |
| Аннетт Кросбі   | Еліс           |

## Створення фільму

### Виробництво
Зйомки фільму проходили в Гартфордширі, Англія, Велика Британія.

### Знімальна група
- Кінорежисер — Джейсон Флемінг
- Сценарист — Денні Кінг
- Кінопродюсери — Ніл Джонс, Род Сміт, Джонатан Соуткотт
- Композитор — Джеймс Сеймур Бретт
- Кінооператор — Час Бейн
- Кіномонтаж — Алекс Фенн
- Художник-постановник — Рассел Де Розаріо
- Артдиректор — Луїза Вудгем
- Художник-декоратор — Шарлотта Тейлор
- Художник по костюмах — Софі Каналь
- Підбір акторів — Люсінда Сайсон[2].

## Сприйняття

### Критика
Фільм отримав переважно негативні відгуки. На сайті Rotten Tomatoes оцінка стрічки становить 18 % на основі 11 відгуків від глядачів (середня оцінка 3,7/5) і 35 % від глядачів із середньою оцінкою 3/5 (34 голоси). Фільму зарахований «гнилий помідор» від кінокритиків та «розсипаний попкорн» від глядачів, Internet Movie Database — 5,3/10 (1 124 голоси).

### Номінації та нагороди
| Нагороди та номінації фільму «Натуральні упирі» | Нагороди та номінації фільму «Натуральні упирі»              | Нагороди та номінації фільму «Натуральні упирі» | Нагороди та номінації фільму «Натуральні упирі» | Нагороди та номінації фільму «Натуральні упирі» | Нагороди та номінації фільму «Натуральні упирі» |
| Рік                                             | Кінофестиваль/кінопремія                                     | Категорія/нагорода                              | Номінант                                        | Результат                                       |                                                 |
| ----------------------------------------------- | ------------------------------------------------------------ | ----------------------------------------------- | ----------------------------------------------- | ----------------------------------------------- | ----------------------------------------------- |
| 2017                                            | Брюссельський міжнародний кінофестиваль фантастичних фільмів | Найкращий європейський фільм                    | Джейсон Флемінг                                 | Номінація                                       |                                                 |